# 和歌浦煎餅
和歌浦煎餅（わかうらせんべい）は、万葉集と関わりのある景勝地和歌浦に因んだ風景等の焼印が押された玉子煎餅。以前は和歌山市全域で製造されていたが、今は数社のみが製造している和歌山市における代表的な銘菓・名菓・土産菓子である。